# 李一元 (崇禎進士)
李一元（？—？），字思文，号问羲，南直隸太平縣（今黄山市）人。清初政治人物。

## 生平
明崇祯六年（1633年）癸酉科應天鄉試舉人，十六年（1643年）癸未科进士，刑部觀政，次年授浙江诸暨知县。后仕清。历官江西安仁县知县、浙江金华府同知。

## 家族
曾祖李损。祖父李燫，鄉賓。父李廷儀，東流县博。